# Unione Sportiva Cremonese 1943-1944
Questa pagina raccoglie i dati riguardanti l'Unione Sportiva Cremonese nelle competizioni ufficiali della stagione 1943-1944.

## Stagione
Nel 1943-1944 non si disputa alcun campionato nazionale a causa della guerra, ma si giocano i tornei regionali nel Nord Italia a cui hanno partecipato squadre di Serie A e B in gironi misti. La Cremonese disputa le qualificazioni lombarde di Divisione Nazionale con Ambrosiana-Inter, Milano, Atalanta, Brescia, Varese, Fanfulla e Pro Patria e si piazza al settimo posto.

## Rosa
| N. |                   | Ruolo | Calciatore         |
| -- | ----------------- | ----- | ------------------ |
|    | Italia (bandiera) | A     | Bruno Arcari       |
|    | Italia (bandiera) | D     | Piero Asnaghi      |
|    | Italia (bandiera) | C     | Bruno Barbieri     |
|    | Italia (bandiera) | P     | Carlo Brasca       |
|    | Italia (bandiera) | A     | Giuseppe Cadregari |
|    | Italia (bandiera) | A     | Domenico Cremonesi |
|    | Italia (bandiera) | C     | Luigi Croci        |
|    | Italia (bandiera) |       | Bruno Fiameni      |
|    | Italia (bandiera) | P     | Mario Gambazza     |
|    | Italia (bandiera) | A     | Luigi Ganelli      |

| N. |                   | Ruolo | Calciatore          |
| -- | ----------------- | ----- | ------------------- |
|    | Italia (bandiera) | A     | Umberto Guarnieri   |
|    | Italia (bandiera) | C     | Giacomo Mari        |
|    | Italia (bandiera) | D     | Alfredo Monza       |
|    | Italia (bandiera) | C     | Renato Olmi         |
|    | Italia (bandiera) | A     | Luciano Peretti     |
|    | Italia (bandiera) | D     | Antonio Piloni      |
|    | Italia (bandiera) | A     | Sallustio Stombelli |
|    | Italia (bandiera) | A     | Piero Trapanelli    |
|    | Italia (bandiera) | C     | Serafino Ziletti    |

## Risultati

### Campionato Alta Italia

#### Girone di andata
| Arbitro: | Carpani (Milano) |

|             |           |                   |
| Ganelli 16’ | Marcatori | 17’ (rig.) Meazza |

| Arbitro: | Cipriani (Milano) |

|               |           |  |
| Bandirali 31’ | Marcatori |  |

| Arbitro: | Camiolo (Milano) |

|               |           |                    |
| Guarnieri 49’ | Marcatori | 82’, 87’ Cominelli |

| Arbitro: | Carpani (Milano) |

|                        |           |  |
| Schiavi 21’ Perani 85’ | Marcatori |  |

| Arbitro: | Mondani (Milano) |

|                                      |           |  |
| Arcari 33’ Peretti 40’ Cadregari 83’ | Marcatori |  |

| Brescia 20 febbraio 1944 6ª giornata | Brescia           | 0 – 0 | Cremonese | Stadium di viale Piave\| Arbitro: \| Ferrazzi (Milano) \| |
| Arbitro:                             | Ferrazzi (Milano) |       |           |                                                           |

| Cremona 5 marzo 1944 7ª giornata | Cremonese         | 0 – 0 | Milano | Polisportivo Roberto Farinacci\| Arbitro: \| Cipriani (Milano) \| |
| Arbitro:                         | Cipriani (Milano) |       |        |                                                                   |

#### Girone di ritorno
| Arbitro: | Magnoni (Milano) |

|                                                                        |           |                                   |
| Boniforti 9’ Ghirlanda 30’, 51’, 69’, 89’ Meazza 38’ (rig.) Arezzi 62’ | Marcatori | 68’ (rig.) Barbieri 82’ Cadregari |

| Arbitro: | Valsecchi (Milano) |

|               |           |              |
| Cadregari 55’ | Marcatori | 15’ Bndirali |

| Arbitro: | Codeluppi (Lodi) |

|                                             |           |                      |
| Campatelli 34’ Gritti 54’ Piloni 79’ (aut.) | Marcatori | 26’ (aut.) Buonocore |

| Arbitro: | Massironi (Milano) |

|                                 |           |             |
| Ganelli 63’ Barbieri 76’ (rig.) | Marcatori | 86’ Schiavi |

| Arbitro: | Camiolo (Milano) |

|                  |           |  |
| Colombi 20’, 79’ | Marcatori |  |

| Arbitro: | Bergomi (Milano) |

|  |           |                                     |
|  | Marcatori | 5’ Messora 60’ Gei 79’, 84’ Ferrari |

| Arbitro: | Melgari (Bergamo) |

|  |           |                          |
|  | Marcatori | 81’ Guarnieri 89’ Arcari |

## Statistiche

### Statistiche di squadra
| Competizione        | Punti | In casa | In casa | In casa | In casa | In casa | In casa | In trasferta | In trasferta | In trasferta | In trasferta | In trasferta | In trasferta | Totale | Totale | Totale | Totale | Totale | Totale | DR  |
| Competizione        | Punti | G       | V       | N       | P       | Gf      | Gs      | G            | V            | N            | P            | Gf           | Gs           | G      | V      | N      | P      | Gf     | Gs     | DR  |
| ------------------- | ----- | ------- | ------- | ------- | ------- | ------- | ------- | ------------ | ------------ | ------------ | ------------ | ------------ | ------------ | ------ | ------ | ------ | ------ | ------ | ------ | --- |
| Divisione Nazionale | ..    | .       | .       | .       | .       | ..      | ..      | .            | .            | .            | .            | ..           | .            | ..     | ..     | .      | .      | ..     | ..     | +.. |

### Statistiche dei giocatori
| Giocatore | Divisione Nazionale | Divisione Nazionale |
| Giocatore | Presenze            | Reti                |
| --------- | ------------------- | ------------------- |
| . Cognome | 0                   | 0                   |
| . Cognome | 0                   | 0                   |
| . Cognome | 0                   | 0                   |